# Поворотное (Крым)
Поворо́тное (до 1948 года Айлянма́; укр. Поворотне, крымскотат. Aylanma, Айланма) — село в Белогорском районе Республики Крым, входит в состав Богатовского сельского поселения (согласно административно-территориальному делению Украины — Богатовского сельского совета Автономной Республики Крым).

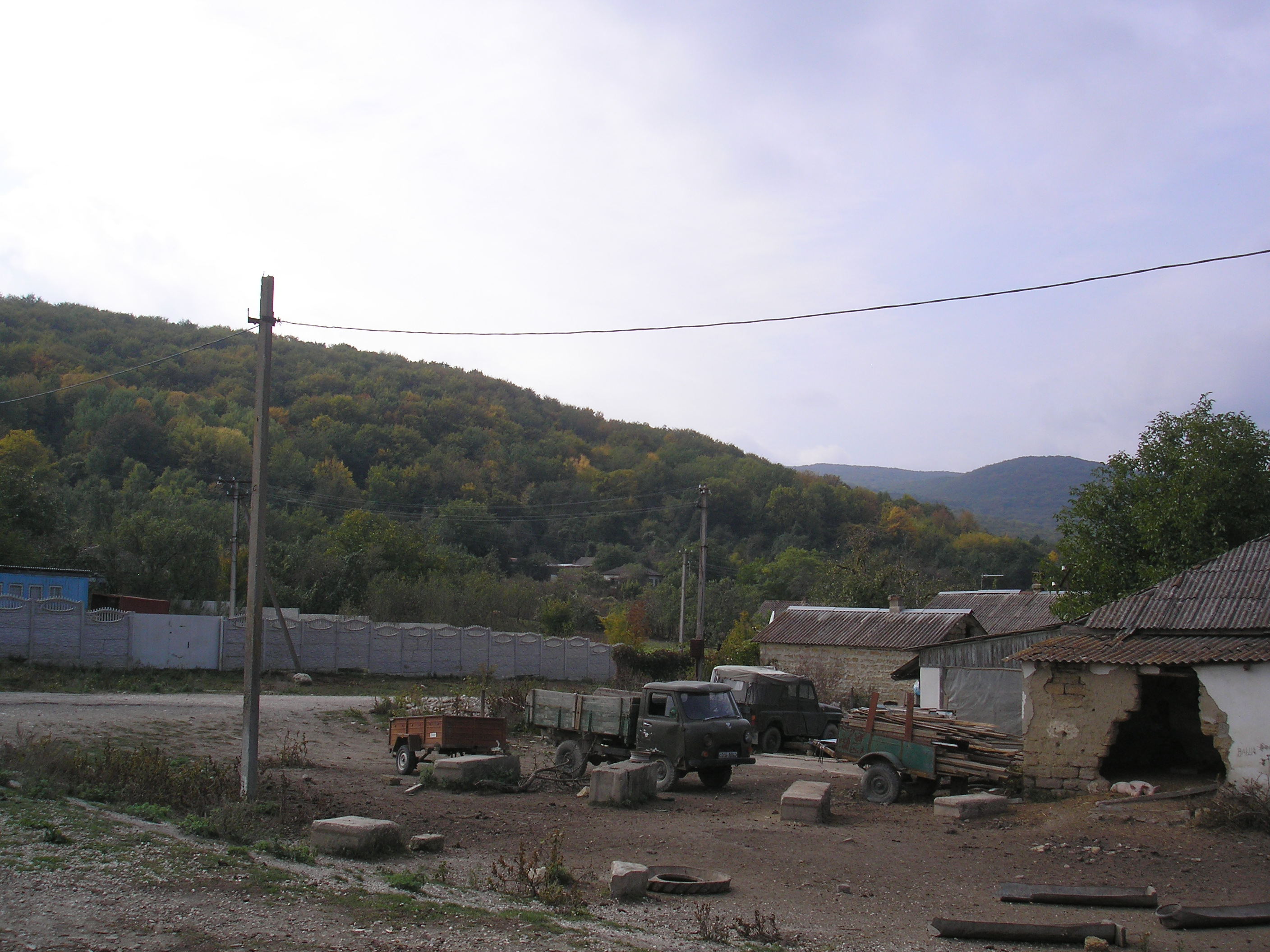
Поворотное,.

## Население
| 2001 | 2014 |
| ---- | ---- |
| 103  | ↗111 |

Всеукраинская перепись 2001 года показала следующее распределение по носителям языка
| Язык             | Процент |
| ---------------- | ------- |
| русский          | 64.08   |
| украинский       | 18.45   |
| крымскотатарский | 16.5    |
| другие           | 0.97    |

### Динамика численности
| Год      | Население   |
| -------- | ----------- |
| 1805 год | 58 чел.     |
| 1864 год | 93 чел.     |
| 1886 год | 114 чел.    |
| 1889 год | 192 чел.    |
| 1892 год | 187 чел.    |
| 1900 год | 195 чел.    |
| 1915 год | 183/25 чел. |
| 1926 год | 209 чел.    |
| 1939 год | 354 чел.    |
| 1989 год | 83 чел.     |
| 2001 год | 103 чел     |
| 2009 год | 93 чел.     |
| 2014 год | 111 чел..   |

## Современное состояние
На 2017 год в Поворотном числится 2 улицы — Горная и Маяковского; на 2009 год, по данным сельсовета, село занимало площадь 13 гектаров на которой, в 26 дворах, проживало 93 человека. Поворотное связано автобусным сообщением с райцентром и соседними населёнными пунктами.

## География
Поворотное — горное село на юго-востоке района, в пределах Главной гряды Крымских гор, лежит у места впадения правого притока Хмели в реку Кучук-Карасу, высота центра села над уровнем моря — 403 м. Соседние сёла: Алексеевка — 4 км напрямую через горы и Красная Слобода в 3,7 км на север, ниже по долине Кучук-Карасу.
Расстояние до райцентра — около 22 километров (по шоссе), до ближайшей железнодорожной станции Симферополь — примерно 65 километров. Транспортное сообщение осуществляется по региональной автодороге 35Н-103 от шоссе Симферополь — Феодосия до Поворотного (по украинской классификации — С-0-10327).
Недалеко от села находятся Черемисовские водопады.

## История
Существует версия, что верхняя часть долины Кучук-Карасу (где находится и) в средневековье входила в состав Генуэзского владения капитанство Готия, но другими доступными источниками это пока не подтверждается. Известно, что выходами из Айлянмы, вместе с бывшими жителями Чермалыка, Шелена и Капсихора основали в приазовье одноимённое село Чермалык, но в «Ведомости о выведенных из Крыма в Приазовье христианах» А. В. Суворова от 18 сентября 1778 года Айлянмы нет: есть мнение, что она записана, как Малая Янкуль, из которой было выведено 68 греков. По ведомости генерал-поручика О. А. Игельстрома от 14 декабря 1783 года в селении Эйленме после выхода христиан осталось 7 домов, с припиской, что «оныя дома все разорены». Согласно «Ведомости… какие христианские деревни и полных дворов. И как в оных… какие церкви служащие, или разорённые. …какое число священников было…» от 14 декабря 1783 года в селе Аслама числилось 14 греческих дворов и церковь св. Дмитрия в коей священников не было. В ведомости «при бывшем Шагин Герее хане сочиненная на татарском языке о вышедших християн из разных деревень и об оставшихся их имениях в точном ведении его Шагин Герея» и переведённой 1785 году, содержится список 5 жителей-домовладельцев деревни Аиланма, с перечнем имущества и земельных владений. Некий Юри имел 3 дома, у остальных числилось по 1 (у Лефтер и Яни дома разорены). У того же Юри и Акрыта числились пашни, у троих земельных владений не записано. Также содержится приписка
Якобы сей деревни земли принадлежали мурзе которой по выезде вышепи- санных людей земли свои продал оной деревни жительствующим татарам
Упоминание села встречается в Камеральном Описании Крыма… 1784 года, судя по которому, в последний период Крымского ханства Айланма входила в Карасубазарский кадылык Карасубазарского каймаканства. После присоединения Крыма к России (8) 19 апреля 1783 года, (8) 19 февраля 1784 года, именным указом Екатерины II сенату, на территории бывшего Крымского Ханства была образована Таврическая область и деревня была приписана к Левкопольскому, а после ликвидации в 1787 году Левкопольского — к Феодосийскому уезду Таврической области. После Павловских реформ, с 1796 по 1802 год, входила в Акмечетский уезд Новороссийской губернии. По новому административному делению, после создания 8 (20) октября 1802 года Таврической губернии, Айланма была включена в состав Кокташской волости Феодосийского уезда.
По Ведомости о числе селений, названиях оных, в них дворов… состоящих в Феодосийском уезде от 14 октября 1805 года, в деревне Айланма числилось 8 дворов и 58 жителей, исключительно крымских татар. На военно-топографической карте генерал-майора Мухина 1817 года обозначена Айланма с 14 дворами. После реформы волостного деления 1829 года Айлямна, согласно «Ведомости о казённых волостях Таврической губернии 1829 года» остался в составе Кокташской волости. На карте 1836 года в деревне 29 дворов, как и на карте 1842 года.
В 1860-х годах, после земской реформы Александра II, деревню приписали к Салынской волости того же уезда.
В «Списке населённых мест Таврической губернии по сведениям 1864 года», составленном по результатам VIII ревизии 1864 года, Айлянма — казённая татарская деревня с 23 дворами, 93 жителями и мечетью при речке Малой Кара-Су (на трёхверстовой карте Шуберта 1865—1876 года в деревне Айлянма обозначено 20 дворов). На 1886 год в деревне Айлянмин, согласно справочнику «Волости и важнѣйшія селенія Европейской Россіи», проживало 114 человек в 25 домохозяйствах, действовала мечеть. В «Памятной книге Таврической губернии 1889 года» по результатам Х ревизии 1887 года записана Айлянма, с 41 двором и 192 жителями. На верстовой карте 1890 года в деревне обозначено 43 двора с татарским населением. По «…Памятной книжке Таврической губернии на 1892 год» в Айлянме, входившем в Сартанское сельское общество, числилось 187 жителей в 43 домохозяйствах. На подробной военно-топографической карте 1892 года в Айлянме обозначены те же 43 двора с татарским населением.
После земской реформы 1890-х годов, которая в Феодосийском уезде прошла после 1892 года, деревня осталась в составе Салынской волости. По «…Памятной книжке Таврической губернии на 1900 год» в деревне, входившей в Сартанское сельское общество, числилось 195 жителей в 39 домохозяйствах. По Статистическому справочнику Таврической губернии. Ч.II-я. Статистический очерк, выпуск пятый Феодосийский уезд, 1915 год, в деревне Айлянма Салынской волости Феодосийского уезда числилось 55 дворов (35 дворов с землёй, 20 — безземельные) с татарским населением в количестве 183 человек приписных жителей и 25 «посторонних», из которых 115 мужчин и 93 женщины. Жители владели 103 десятинами удобной земли. В хозяйствах имелось 25 лошадей, 20 волов, 30 коров и 60 голов овец, свиней, или коз.
После установления в Крыму Советской власти, по постановлению Крымревкома от 8 января 1921 года была упразднена волостная система и село вошло в состав вновь созданного Карасубазарского района Симферопольского уезда, а в 1922 году уезды получили название округов. 11 октября 1923 года, согласно постановлению ВЦИК, в административное деление Крымской АССР были внесены изменения, в результате которых округа ликвидировались, Карасубазарский район стал самостоятельной административной единицей и село включили в его состав. Согласно Списку населённых пунктов Крымской АССР по Всесоюзной переписи 17 декабря 1926 года, в селе Айлянма, Бешуйского сельсовета Карасубазарского района, числилось 53 двора, все крестьянские, население составляло 209 человек, из них 204 татарина и 5 русских, действовала татарская школа. По данным всесоюзной переписи населения 1939 года в селе проживало 354 человека.
В 1944 году, после освобождения Крыма от фашистов, согласно Постановлению ГКО № 5859 от 11 мая 1944 года, 18 мая крымские татары из Айлянмы были депортированы в Среднюю Азию. 12 августа 1944 года было принято постановление № ГОКО-6372с «О переселении колхозников в районы Крыма», в исполнение которого в район завезли переселенцев: 6000 человек из Тамбовской и 2100 — Курской областей, а в начале 1950-х годов последовала вторая волна переселенцев из различных областей Украины. С 25 июня 1946 года Айлянма в составе Крымской области РСФСР Указом Президиума Верховного Совета РСФСР от 18 мая 1948 года, Айлянму переименовали в Поворотное, что, фактически, является переводом названия с крымскотатарского (айлянма —поворачивай, разворачивайся). Время переподчинения Богатовскому сельсовету пока не установлено (на 15 июня 1960 года село уже в его составе) — по доступным данным село Черносливка, ранее центр Бешуйского сельсовета, ликвидировано до 1954 года. 26 апреля 1954 года Крымская область была передана из состава РСФСР в состав УССР. По данным переписи 1989 года в селе проживало 83 человека. С 12 февраля 1991 года село в восстановленной Крымской АССР, 26 февраля 1992 года переименованной в Автономную Республику Крым. С 21 марта 2014 года в составе Крыма аннексировано Россией.